# La Grand-Croix
La Grand-Croix är en kommun i departementet Loire i regionen Auvergne-Rhône-Alpes i centrala Frankrike. Kommunen ligger i kantonen La Grand-Croix som tillhör arrondissementet Saint-Étienne. År 2022 hade La Grand-Croix 4 951 invånare.

## Befolkningsutveckling
Antalet invånare i kommunen La Grand-Croix
| Referens: INSEE |